# Calendario lunisolar
Un calendario lunisolar es un calendario que indica el tiempo tomando en consideración tanto las fases del Sol como las fases de la Luna. Si el año solar se define como un año tropical, entonces un calendario lunisolar dará una indicación de la estación; si se toma como un año sidéreo, entonces el calendario predecirá la constelación cerca de la cual ocurrirá la luna llena. Generalmente también se requiere que el año tenga un número entero de meses; la mayoría de los años tiene 12 meses pero cada segundo o tercer año tiene 13 meses.

## Discrepancia entre meses y años
El origen de la discrepancia está en la diferencia entre el año tropical de 365,2421898 días, que da ritmo a las estaciones, y el periodo sinódico de 29,530588853 días, que da ritmo a las fases de la Luna. La proporción entre estos dos números es de 12,3682664 meses por año, de modo que el año tiene doce meses y poco más de un tercio.
Desarrollando este cociente en una fracción continua se obtiene :
- 12⁄1 de primer orden: un año tiene unos doce meses lunares. Con esta aproximación, que es la del calendario hegiriano, el equinoccio recorre el ciclo de doce meses cada 32 años.
- 37⁄3 de segundo orden: habrá que añadir aproximadamente un mes adicional cada tres años. Con esta aproximación, de un año a otro el comienzo del año musulmán se retrasa entre diez y doce días con respecto a las estaciones (una media de 10,875523 días por año).
- 235⁄19 al tercer orden: habrá que añadir siete meses más cada 19 años. Con esta aproximación, que es la del ciclo de Metón, la diferencia es de un día completo al cabo de 312,5 años tropicales.
- 12628⁄1021 al cuarto orden: este ciclo requeriría 376 meses adicionales para repartirse en un ciclo de 1021 años.

Las dos aproximaciones de valor práctico son 37⁄3 y 235⁄19.
La segunda aproximación significa que de un año a otro, en una fecha constante, la Luna estará aproximadamente un tercio de mes lunar por delante del año anterior, y por lo tanto volverá aproximadamente a la misma posición en el cielo después de tres años. Esto puede utilizarse para predecir cerca de qué constelación estará llena la Luna. Añadiendo un decimotercer mes aproximadamente cada tres años, podemos hacer coincidir estos años lunares de doce o trece meses con el año solar que marca las estaciones. Un año con trece meses se denomina año embolismal. 
Con la tercera aproximación, hay que añadir siete meses más cada 19 años, en lugar de cada 21 años como en la aproximación anterior. El número de años que separa dos embolias, en lugar de formar un ritmo regular de [3, 3, 3, 3, 3, etc.], debe reducirse dos veces por ciclo a un intervalo de dos: [3, 3, 3, 2, 3, 3, 2].
Con este tipo de calendario, cada 19 años, las mismas fechas del año corresponden a las mismas fases lunares. De hecho, 19 años tropicales} y 235 meses sinódicos difieren sólo en dos horas; éste es el ciclo metónico.
Una forma alternativa de tratar con el hecho de que un año solar no contiene un número entero de meses lunares es mediante la inclusión de tiempo sin contar en un período del año que no se asigna a un mes con nombre. Algunos pueblos salish de la costa utilizaban un calendario de este tipo. Por ejemplo, los Chehalis comenzaban su cuenta de los meses lunares a partir de la llegada del salmón chinook en época de desove (en el calendario gregoriano, octubre), y contaban 10 meses, dejando un período sin contar hasta la siguiente carrera del salmón chinook.

## Calendarios tropical y sidéreo
En la mayoría de los calendarios lunisolares, la duración media del año se aproxima a la del año tropical. Sin embargo, algunos, como los calendarios hindú y budista, se aproximan al año sideral. Los primeros, es decir, ajustan el año lunar al ciclo estacional, mientras que los segundos a las constelaciones. Sólo después del descubrimiento de la precesión de los equinoccios, en el siglo II a. C., quedó claro que los dos calendarios daban lugar a duraciones del año ligeramente diferentes.

## Calendarios de observación
En la antigüedad, la fecha en la que se insertaba un mes embolismal se establecía a partir de la observación de fenómenos agrícolas (para los calendarios tropicales) o de acontecimientos astronómicos (calendarios sidéreos). Uno de los primeros criterios, citado en el MUL.APIN (un documento babilónico de finales del segundo milenio), es el astronómico. Afirma que no es necesario intercalar un mes si cuando aparece el primer creciente de la luna nueva de primavera está en conjunción con las Pléyades[1]. Sin embargo, según la Biblia, el primer mes del año judío debía coincidir con la maduración de la cebada en primavera, y en la antigüedad los judíos (y todavía los judíos caraítas) utilizaban como indicador de su llegada el logro de un nivel específico de maduración de la cebada, llamado "avìv" o "abìb"[2]). Si, al final del año lunar, la cebada aún no estaba "abìb", se añadía el mes embolismal, que era por tanto siempre el decimotercer mes del año.
Incluso para otros calendarios, como el eclesiástico (juliano o gregoriano), el mes embolismal está siempre en el décimo tercer lugar y, por tanto, en estos calendarios dos meses embolismales consecutivos están siempre separados por 24 o 36 meses ordinarios. Sin embargo, hay calendarios en los que el mes embolismal se introduce con criterios astronómicos y, por tanto, el calendario está influenciado por el hecho de que la velocidad angular aparente del sol no es constante, sino que alcanza su máximo en el perihelio, es decir, alrededor del 3 de enero. Por ejemplo, en los calendarios chino e hindú, el número de meses ordinarios entre dos meses embolismales suele variar sólo entre 29 y 34. 

## Calendarios aritméticos
Con el avance de la astronomía, fue posible liberarse de la observación de los fenómenos naturales y se desarrollaron los calendarios lunisolares aritméticos, en los que se pueden calcular las fases de la luna con antelación y así se puede determinar, por ejemplo, si la decimotercera luna llena caerá antes del solsticio de primavera, acontecimiento que se adopta hoy en día como factor discriminatorio del inicio de la estación primaveral en lugar de la maduración "avìv" de la cebada. Sin embargo, debido a las irregularidades del movimiento lunar, las fases calculadas de la luna sólo se corresponden con las verdaderas por término medio y de vez en cuando presentan pequeñas desviaciones.
En los calendarios aritméticos se puede calcular qué años son embolismales y también conocer de antemano las fechas de las fiestas religiosas, que dependen del movimiento de la luna. El calendario eclesiástico y el calendario judío moderno son calendarios lunisolares aritméticos. Son el resultado de un replanteamiento que tuvo lugar a partir del siglo IV (para los cristianos, durante el primer Concilio de Nicea; para los judíos, unas décadas más tarde, bajo el estímulo del patriarca Hillel II. Sin un calendario aritmético, los judíos o los cristianos que vivían en lugares distantes acabaron celebrando la Pascua en fechas diferentes. A menudo, pues, las condiciones meteorológicas favorables hacían que la cebada madurara antes y la Pascua acababa celebrándose antes del equinoccio de primavera . Esta situación está en el origen de las disputas sobre la fecha de la Pascua que han creado desacuerdos entre judíos y cristianos desde entonces hasta hoy.

## Calendarios lunisolares
El calendario hebreo, el calendario budista, el calendario helénico, el calendario hindú, el calendario birmano, el calendario tibetano, el calendario incaico, el calendario chino, el calendario vietnamita, el calendario mongol, el calendario coreano, el calendario de Coligny y el calendario babilonio son todos lunisolares, como también lo fue el calendario japonés hasta 1873.
El chino, el Coligny y el hebreo son calendarios lunisolares que siguen más o menos el año trópico, mientras que el budista y el hindú son calendarios lunisolares que hacen el seguimiento del año sideral.

### Calendario lunisolar babilonio
Los babilonios tenían un calendario lunisolar con 12 meses lunares de 30 días cada uno, al cual añadían meses extras cuando necesitaban mantener el calendario en línea con las estaciones.

### Calendario ático
Empleado en Grecia, constaba de 354 días, al cual se intercalaban meses extra sobre una base científica, añadiendo meses a intervalos específicos en un ciclo de años solares.

### Calendario hebreo
Los hebreos utilizan desde hace siglos un calendario lunisolar, el cual posiblemente es de origen babilónico.

## Comparación entre los calendarios lunar y solar

### Fiestas móviles en el calendario gregoriano
El calendario gregoriano (el más utilizado en el mundo) es solar, pero las iglesias cristianas occidentales utilizan un algoritmo basado en la luna para determinar la fecha de la Pascua y las consiguientes fiestas móviles Brevemente, la fecha se determina con respecto a la luna llena eclesiástica que sigue al equinoccio eclesiástico de marzo. (Estos eventos son casi, pero no del todo, iguales a las observaciones astronómicas reales). Las iglesias cristianas orientales tienen un algoritmo similar que se basa en el calendario juliano.

### Calendario musulmán
El calendario islámico es un calendario lunar de exactamente 12 meses, pero no es un calendario lunisolar porque su fecha no está relacionada con el Sol; su contraparte solar es el calendario solar Hijri, que comienza en el equinoccio de marzo según los cálculos astronómicos y se utiliza en Irán y Afganistán.

## Véase también

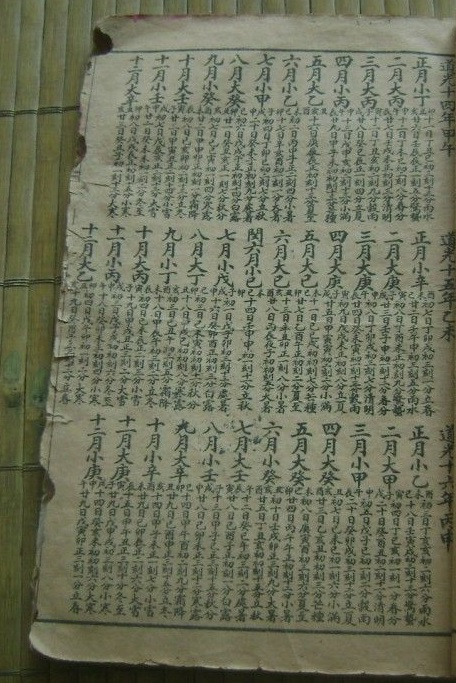
Registro del calendario lunisolar chino de 1834, 1835 y 1836 durante la dinastía Qing bajo el reinado del emperador Daoguang (道光十四年，道光十五年，道光十六年)